# Studio Hamburg

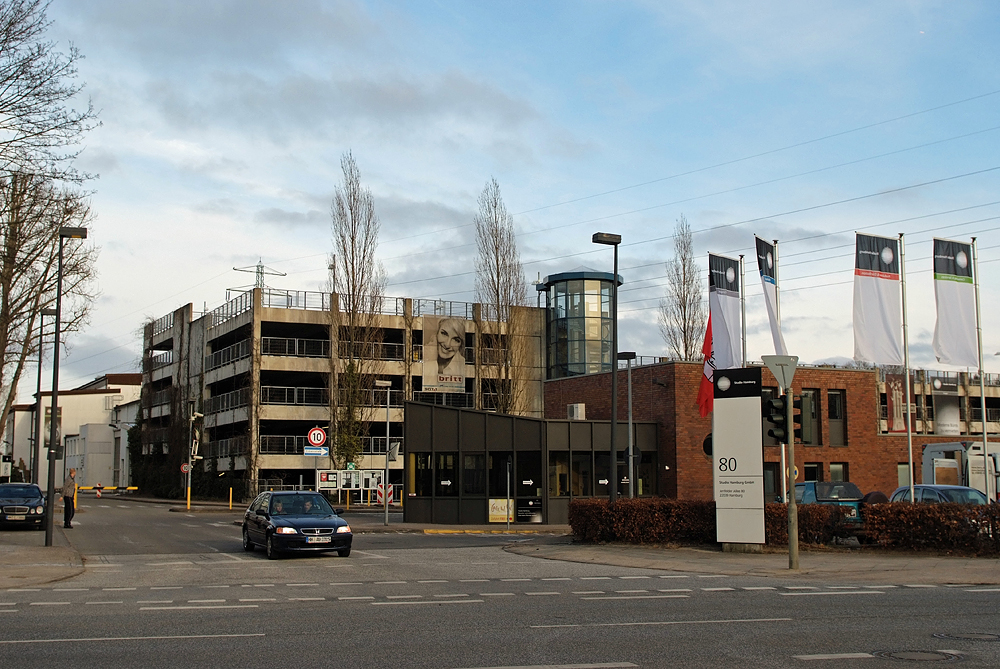
Einfahrt Jenfelder Allee

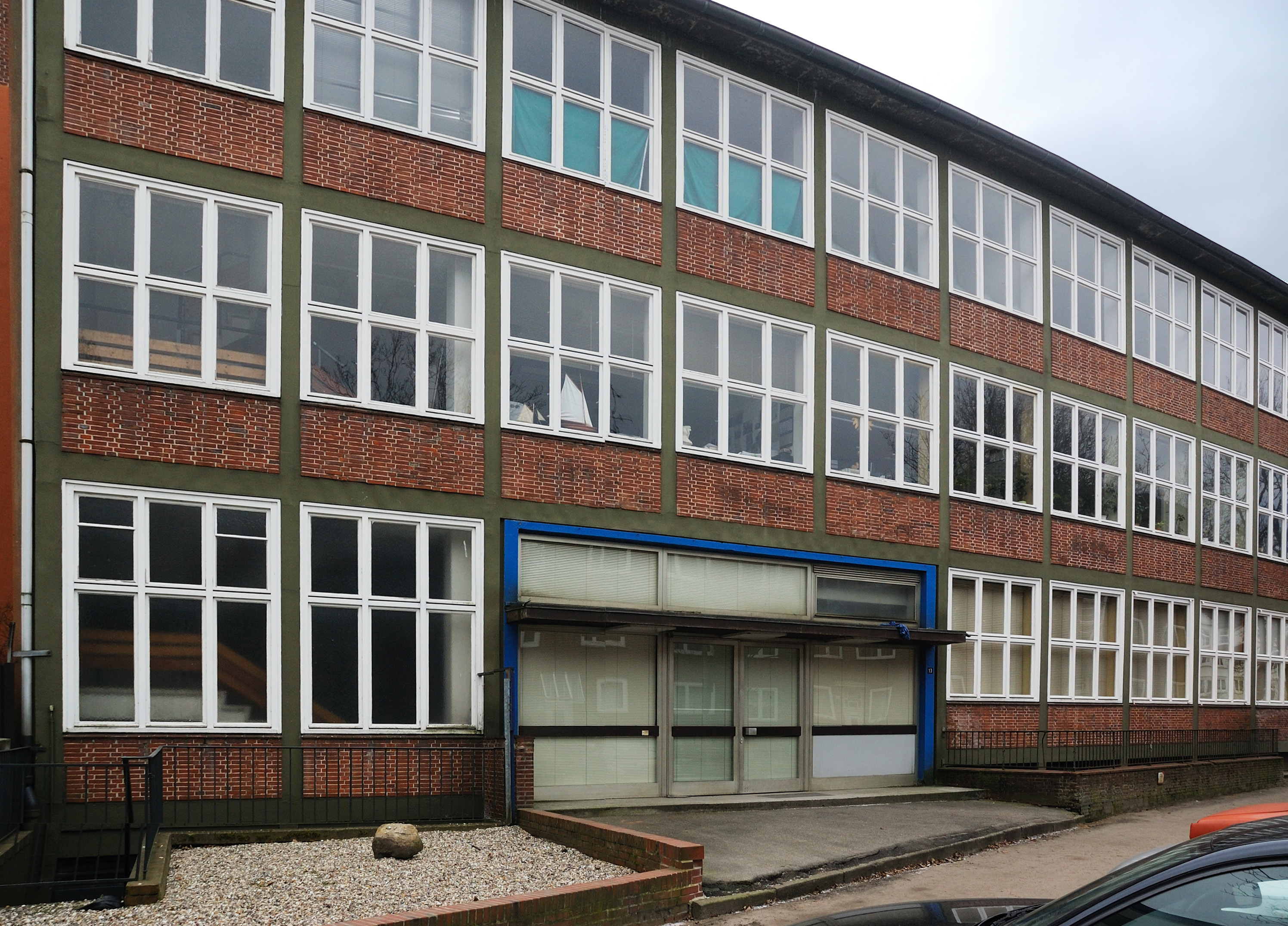
Ein Bürogebäude von Studio Hamburg, das optisch als Drehort der ARD-Serie Großstadtrevier bekannt ist

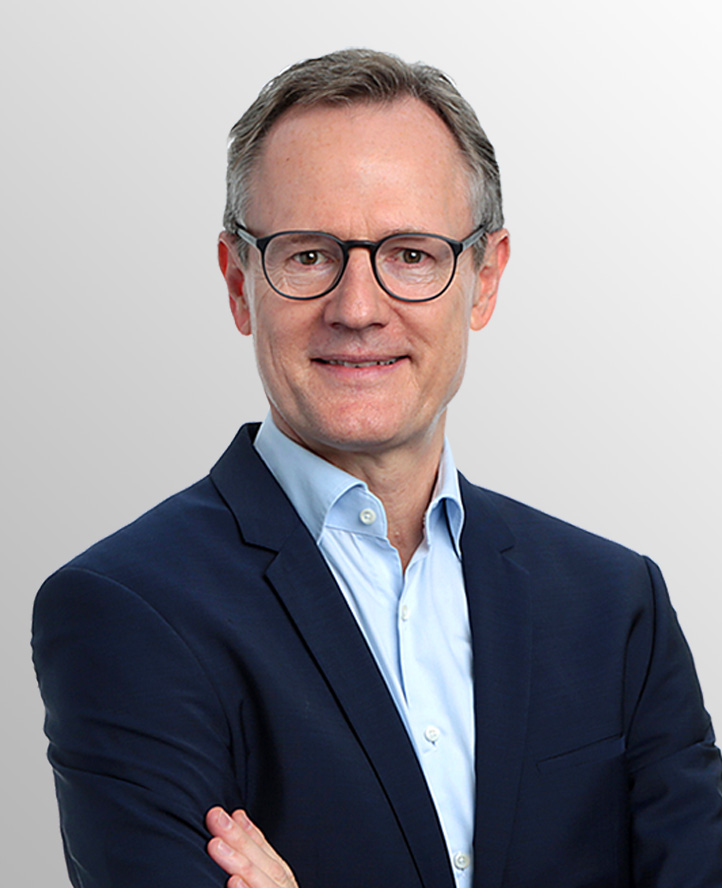
Johannes Züll, Geschäftsführer Studio Hamburg GmbH

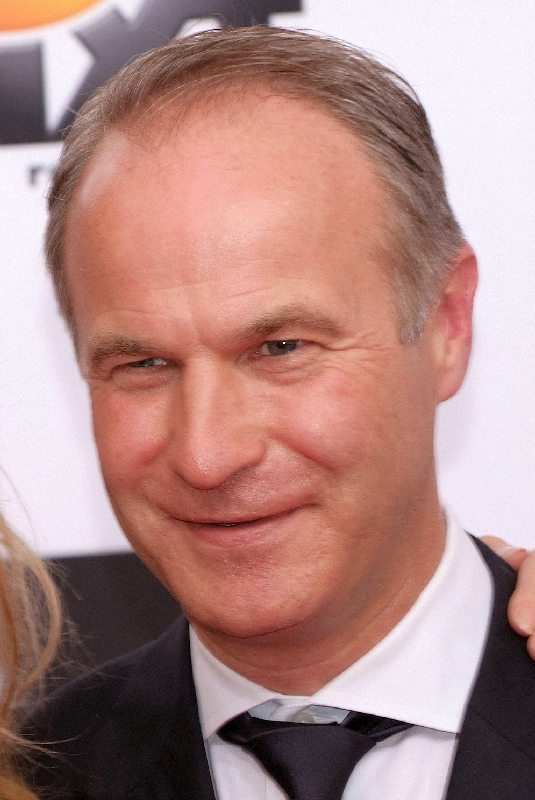
Michael Lehmann, Vorsitzender der Geschäftsführung der Studio Hamburg Produktion Gruppe GmbH

Die Studio Hamburg GmbH ist ein Produktions- und Dienstleistungsunternehmen für Film- und Fernsehen. Sie ist nach eigenen Angaben „Deutschlands größtes Dienstleistungsunternehmen rund um Film, Fernsehen und neue Medien“. Sie unterhält Studiogelände am Sitz im Hamburger Stadtteil Tonndorf und in Berlin. Studio Hamburg ist eine 100-prozentige Tochter der NDR Media GmbH.

## Geschichte
Studio Hamburg wurde 1947 von Gyula Trebitsch und Walter Koppel im Rahmen der Real-Film GmbH gegründet. Die erste Produktion der Real-Film GmbH war der Film Arche Nora (Premiere 6. Februar 1948). Das Atelier wurde zielstrebig ausgebaut und nicht nur von der Real-Film genutzt, sondern auch an andere Produzenten vermietet. Hier wurden  über hundert Spielfilme, darunter Des Teufels General, Der Hauptmann von Köpenick und Die Zürcher Verlobung gedreht.
1959 beteiligte sich die Norddeutsche Werbefernsehen und Werbefunk GmbH (NWF) zu 80 % am Atelier, das als Real-Film-Atelier-Betriebs GmbH unter Trebitsch von der Real-Film getrennt wurde. 1961 kam es zur Namensänderung in Studio Hamburg GmbH. 1970 gab es Überlegungen, dass sich der Axel Springer Verlag am Studio Hamburg beteiligen solle. Dies führte insbesondere innerhalb der SPD zu Widerstand. Der Landesparteitag der SPD Hamburg beschloss eine Resolution, in der es unter anderem hieß: „Der Landesparteitag erwartet, daß sich alle Entscheidungsgremien des NDR und seiner Tochtergesellschaften entschieden gegen die geplante Transaktion in der gegenwärtigen Form wenden.“ Das ZDF siedelte hier 1989 sein Landesstudio Hamburg an und auch Sat.1, Premiere und RTL Television haben hier Produktionsstätten.
Studio Hamburg vergibt seit 1997 den Studio Hamburg Nachwuchspreis (siehe auch: Haus der jungen Produzenten). Nach der Corona-„Zwangspause“ entstand die Idee, mit dem First Steps Award der Deutschen Filmakademie zusammenzuarbeiten. Daraus entstand die Idee, einen gemeinsamen Nachwuchspreis der Branche für Deutschland zu schaffen. Seit 2022 gibt es den Studio Hamburg Nachwuchspreis in seiner bisherigen Form nicht mehr; er wurde Teil des First Steps Award, der jährlich in Berlin verliehen wird.
Seit 1971 gehört die Firma über die Tochter NDR Media GmbH (ehem. NWF GmbH) zu 100 Prozent dem NDR.
Am 1. März 2022 jährte sich der Drehbeginn des Films „Arche Nora“ zum 75. Mal. Die Studio Hamburg Gruppe, aus der Real-Film entstanden, feierte im Jahr 2022 ihr 75-jähriges Bestehen mit Mitarbeitenden, Rentnerinnen und Rentnern (einige davon aus den Gründungsjahren) und Freunden. Kurt Bellmann, Geschäftsführer der STUDIO HAMBURG GmbH, verabschiedete sich Mitte des Jahres in den Ruhestand und Johannes Züll wurde alleiniger Geschäftsführer.

## Tochtergesellschaften
Studio Hamburg verfügt über ein umfangreiches Geflecht von Tochterfirmen und hält Anteile an diversen Medienfirmen:
- 1962 wurde die Cinecentrum als Tochterunternehmen der Studio Hamburg GmbH gegründet.
- 1992 wurde die Synchronabteilung der Studio Hamburg GmbH als Tochtergesellschaft Studio Hamburg Synchron GmbH ausgegliedert.
- 1994 wurde die Studio Berlin Adlershof GmbH als Tochtergesellschaft in Berlin gegründet.
- 1995 gründete die Studio Hamburg GmbH gemeinsam mit der Studio Babelsberg GmbH und dem ORB die Fernsehzentrum Babelsberg GmbH. Diese wurde 2004 vollständig von der Studio Berlin Adlershof GmbH übernommen.
- 2000 wurde als gemeinsames Joint-Venture mit RTL die Tochtergesellschaft Soap Factory GmbH gegründet, die für RTL die erste einstündige Seifenoper aus Deutschland (Arbeitstitel „Licht und Schatten“) produzieren sollte. Die Produktion kam jedoch nie zustande, da RTL die Produktionsvorbereitungen kurzfristig stoppte. Die Firma wurde wieder aufgelöst.
- 2005 entstand aus der Abteilung Zentrale Videotechnik (ZVT) des Studio Hamburg Atelierbetriebs die heutige Studio Hamburg Postproduction GmbH.
- Eine weitere hundertprozentige Tochtergesellschaft ist die 1974 gegründete Studio Hamburg Serienwerft GmbH (vormals Multimedia Film- und Fernsehproduktion GmbH und Studio Hamburg Traumfabrik GmbH) mit Sitz in Hamburg, die wiederum 2006 die hundertprozentige Tochtergesellschaft Studio Hamburg Serienwerft Lüneburg GmbH (vormals Studio Hamburg Traumfabrik Niedersachsen GmbH) mit Sitz in Lüneburg gründete.
- Studio Hamburg war mit 30 % an der Hannoverschen Film- und Fernsehproduktionsgesellschaft TVN beteiligt. Dieser Anteil wurde rückwirkend zum 1. Januar 2008 an die Verlagsgesellschaft Madsack verkauft. Madsack hatte bisher einen Anteil von 70 % an der TVN Group gehalten und mit der Studio Hamburg jahrelang erfolgreich zusammengearbeitet.[2]
- Studio Hamburg beteiligte sich im September 2009 an der von Stefan Aust 2008 gegründeten Agenda Media GmbH[3] und hält 45 % der Anteile.
- An der Polyphon Film- und Fernsehgesellschaft mbH hält Studio Hamburg 90 %. Diese wiederum ist u. a. zu je 50 % an der PolyScreen Produktionsgesellschaft für Film- und Fernsehen mbH mit Sitz in München und an der Dokfilm Fernsehproduktion GmbH in Potsdam beteiligt.
- 2010 gründete Studio Hamburg die Tochter DocLights GmbH, 2015 hält sie 51 % der Anteile an der Hamburger Firma. Geschäftsführer sind Michaela Hummel und Jörn Röver. Die Firma will Naturfilm und Factual Entertainment zusammenführen und anbieten.[4] Seit Januar 2011 ist die kommerzielle ZDF-Tochtergesellschaft ZDF Enterprises GmbH zu 49 % an der Produktionsfirma beteiligt.[5]
- 2012 gründeten Studio Hamburg Distribution & Marketing GmbH (SHDM) und ZDF Enterprises (ZDFE) das Gemeinschaftsunternehmen Studio Hamburg Enterprises GmbH in Hamburg.
- Zur Studio Hamburg Produktion Gruppe GmbH gehört auch die Firma Riverside Entertainment GmbH mit Sitz in Hamburg. Riverside Entertainment verantwortet u. a. die Produktion „Deutschlands BESTE!“ für das ZDF. Eine zweiteilige Show vom 2. und 3. Juli 2014 wurde kritisiert wegen eines fehlerhaften Rankings.
- 2014 erwarb die Studio Hamburg Produktion Gruppe GmbH 49 % der Anteile der in München ansässigen Produktionsfirma Amalia Film GmbH.
- 2014 beteiligte sich die Studio Hamburg Produktion Gruppe an der Ulmen Television GmbH und der Ulmen Film GmbH, beide in Berlin.
- 2015 übernahm Studio Hamburg das operative Geschäft der Park Studios GmbH aus Potsdam.
- Die Studio Hamburg Produktion Gruppe GmbH (SHPG) beteiligt sich im Dezember 2015 mit 50 % an der ECO Media TV-Produktion GmbH.[6]
- Eine 100%ige Tochtergesellschaft ist die Letterbox Filmproduktion GmbH, unter deren Namen Fernsehserien wie Notruf Hafenkante, Großstadtrevier, Die Pfefferkörner und Die Kanzlei entstehen.[7][8]
- 2016 übernimmt Studio Hamburg alle Anteile der DVD-Vertriebstochter Studio Hamburg Enterprises (SHE) und verschmilzt das Unternehmen mit der Studio Hamburg Distribution & Marketing (SHDM). Die Studio Hamburg Produktion Gruppe GmbH (SHPG) gründet die Studio Hamburg UK Ltd. mit Sitz in London. Die Studio Hamburg Synchron eröffnet eine neue Studio-Dependance in Berlin mit einem eigenen Studio. Die Studio Hamburg GmbH übernimmt alle Anteile der DVD-Vertriebstochter Studio Hamburg Enterprises GmbH (SHE) und verschmilzt das Unternehmen mit der Studio Hamburg Distribution & Marketing GmbH (SHDM). Die Aktivitäten rund um Studio Berlin Adlershof werden neu geordnet: Die Studio Hamburg Berlin Brandenburg GmbH wird mit der Studio Hamburg GmbH verschmolzen. Die Studio Berlin Broadcast GmbH wird mit der Studio Berlin Adlershof (SBA) GmbH verschmolzen, die wiederum in die Studio Berlin GmbH umfirmiert wird.
- 2017 veräußert Studio Hamburg GmbH ihre Anteile von 49 % an der Media & Communications Systems (MCS) GmbH, Erfurt an die Drefa. Die Studio Hamburg Gastronomie GmbH wird auf die Studio Hamburg GmbH verschmolzen und fortan wird der Bereich der Gastronomie als „Studio Hamburg Filmkantine“ bezeichnet. Die Studio Hamburg Produktion Gruppe GmbH erwirbt 51 % der Anteile an der Amalia Film GmbH. Die Deutsche Wochenschau GmbH wird auf die Cinecentrum Deutsche Gesellschaft für Film- und Fernsehproduktion mbH verschmolzen. Das Unternehmen gründet die Deutsche Wochenschau Pro GmbH, an welcher sie 50 % der Anteile hält. Darüber hinaus veräußert die Cinecentrum ihre Anteile von 50 % an der BECKGROUND TV + Filmproduktion GmbH.
- 2018 wird die B.vision Media GmbH durch die Doclights GmbH und die Riverside Entertainment GmbH gegründet, beide halten jeweils 50 % der Anteile. Die von der Doclights GmbH gehaltenen Anteile von 100 % an der Riverside Entertainment GmbH werden zu 51 % an die Studio Hamburg Produktion Gruppe GmbH und zu 49 % an die ZDF Enterprises GmbH veräußert.
- 2019 wird Tania Reichert-Facilides Geschäftsführerin der Studio Hamburg Enterprises GmbH (SHE) und Nachfolgerin des bisherigen Geschäftsführers Christian Rönsch.
- 2020 Jan Diepers wird Produzent der Roten Rosen.
- 2021 verabschiedet sich Emmo Lempert, Geschäftsführer der Studio Hamburg Serienwerft, in den Ruhestand. Sein Nachfolger wird Jan Diepers. Dagmar Rosenbauer scheidet aus der Geschäftsführung der Cinecentrum Deutsche Gesellschaft für Film- und Fernsehproduktion mbH und der Cinecentrum Berlin Film- und Fernsehproduktion GmbH aus. In diesem Zuge ordnet die Studio Hamburg Gruppe Teile ihres Produktionsgeschäfts neu: Der fiktionale Zweig der Cinecentrum wird der REAL FILM Berlin GmbH zugeordnet und mit der Integration des Cinecentrum-Dokumentationsbereichs in Hamburg wird das non-fiktionale Geschäft der Doclights GmbH weiter gestärkt. Die Werkstätten des Atelierbetriebs werden als Studio Hamburg Design Works umfirmiert, Geschäftsführer wird Jörn Denneborg.
- 2022 Die STUDIO HAMBURG PRODUCTION GROUP verstärkt ihre Aktivitäten im fiktionalen Bereich und gründet in Köln das Start-up 307 PRODUCTION. Der Fokus liegt in der Entwicklung und Produktion von relevanten High-end-Formaten, Signature-Serien und -Reihen sowie hochwertigen Spielfilmen. Die Geschäftsführung der 307 PRODUCTION GmbH übernimmt Simone Höller. Ende September erfolgt die Umfirmierung von STUDIO HAMBURG ENTERPRISES in ONEGATE MEDIA.
- 2023 wird die POLYPHON PICTURES GMBH auf die POLYPHON Film- und Fernsehgesellschaft mbH verschmolzen und nennt sich POLYPHON Film GmbH.
- Seit dem 1. Januar 2024 ist die ECO Media GmbH eine hundertprozentige Beteiligung der Studio Hamburg Production Group. Die ECO Media produziert Dokumentationen zu Politik, Wirtschaft, Geschichte, Kultur und Wissenschaft.

## Produktionen (Auswahl)
geordnet nach Drehbeginn
- 1948/49: Die letzte Nacht
- 1949: Die Freunde meiner Frau
- 1949: Hafenmelodie
- 1949: Derby
- 1949: Schicksal aus zweiter Hand
- 1949: Kätchen für alles
- 1949: Gefährliche Gäste
- 1949/50: Schatten der Nacht
- 1949/50: Absender unbekannt
- 1950: Gabriela
- 1959: Des Lebens Überfluß
- 1959: Der Schatten des Herrn Monitor
- 1950: Mädchen mit Beziehungen
- 1950: Lockende Gefahr
- 1950: Die Dritte von rechts
- 1950/51: Schön muß man sein
- 1951: Weh’ dem, der liebt!
- 1951: Engel im Abendkleid
- 1951: Die verschleierte Maja
- 1951: Die Dubarry
- 1951/52: Die Stimme des Anderen
- 1952: Klettermaxe
- 1952: Liebe im Finanzamt
- 1952: Tanzende Sterne
- 1953: Vergiß die Liebe nicht
- 1953: Das singende Hotel
- 1953: Keine Angst vor großen Tieren
- 1953: Das Nachtgespenst
- 1954: Geld aus der Luft
- 1954: Columbus entdeckt Krähwinkel
- 1954: Viktoria und ihr Husar
- 1954/55: Die Stadt ist voller Geheimnisse
- 1954/55: Des Teufels General
- 1955: Wie werde ich Filmstar?
- 1955: Drei Tage Mittelarrest
- 1955: Unternehmen Schlafsack
- 1955: Zwei blaue Augen
- 1956: Die Ehe des Dr. med. Danwitz
- 1956: Ich und meine Schwiegersöhne
- 1956: Mädchen mit schwachem Gedächtnis
- 1956: Der Hauptmann von Köpenick
- 1956: Skandal um Dr. Vlimmen
- 1956: Ein Herz kehrt heim
- 1956: Drei Birken auf der Heide
- 1956/57: Glücksritter
- 1956/57: Die Zürcher Verlobung
- 1957: Tolle Nacht
- 1957: Es wird alles wieder gut
- 1957: Nachts im Grünen Kakadu
- 1957: Das Herz von St. Pauli
- 1957: Die Beine von Dolores
- 1957/58: Dr. Crippen lebt
- 1958: Herz ohne Gnade
- 1958: Schmutziger Engel
- 1958: Bühne frei für Marika
- 1958: Das Mädchen vom Moorhof
- 1958: Der Maulkorb
- 1958: Der Schinderhannes
- 1958/59: Frau im besten Mannesalter
- 1959: Die Nacht vor der Premiere
- 1959: Verbrechen nach Schulschluß
- 1959: Der Rest ist Schweigen
- 1959: Die schöne Lügnerin
- 1959: Salem Aleikum
- 1959/60: Frau Warrens Gewerbe
- 1959/60: Als geheilt entlassen
- 1960: Mit 17 weint man nicht
- 1960: Das Glas Wasser
- 1960: Pension Schöller
- 1960: Hauptmann, deine Sterne
- 1960/61: Der grüne Bogenschütze
- 1960/61: Geliebte Hochstaplerin
- 1961: Die toten Augen von London
- 1961: Bei Pichler stimmt die Kasse nicht
- 1961: Der Fälscher von London
- 1961–1965: Gestatten, mein Name ist Cox
- 1961: Im 6. Stock
- 1961: Der Lügner
- 1961: Unser Haus in Kamerun
- 1961/62: Das Rätsel der roten Orchidee
- 1962: Das Gasthaus an der Themse
- 1962: Die glücklichen Jahre der Thorwalds
- 1964: Wartezimmer zum Jenseits
- 1965: Schüsse aus dem Geigenkasten
- 1966/67: Der Mörderclub von Brooklyn
- 1967–1973: Dem Täter auf der Spur
- 1972–1972: Die Melch
- 1979–1982: Kümo Henriette
- 1979–1982: St. Pauli-Landungsbrücken
- seit 1981: Das Traumschiff
- seit 1986: Großstadtrevier
- 1988–2001: Die Männer vom K3
- 1994–2014: Stubbe – Von Fall zu Fall
- 1997–2021: Neues aus Büttenwarder
- 1997–2006: Die Rettungsflieger
- 1999–2003, 2007–2010, seit 2012: Die Pfefferkörner
- 2000: Küss mich Frosch
- 2003: Rosenstraße
- seit 2003: SOKO Wismar
- 2003–2008: K3 – Kripo Hamburg
- 2004: Der Stich des Skorpion
- 2005: Das Konklave
- 2005–2013: Der Dicke
- 2006: Wolf, Bär & Co. (durch Studio Hamburg Documentaries)
- 2006: Der letzte Tanz
- seit 2006: Rote Rosen (durch Studio Hamburg Serienwerft Lüneburg)
- seit 2007: Notruf Hafenkante
- 2007–2012: Leopard, Seebär & Co. (Staffeln 1–3)
- 2007: Die drei ??? – Das Geheimnis der Geisterinsel
- 2007: Deadline – Jede Sekunde zählt
- 2007: Wenn Liebe doch so einfach wär’
- seit 2007: Erlebnis Erde
- 2009: Die drei ??? – Das verfluchte Schloss
- 2009: Engel sucht Liebe
- seit 2010: Tiere bis unters Dach
- 2011: Der Tatortreiniger
- 2012: Blaubeerblau
- 2012: Jedes Jahr im Juni
- seit 2012: Tatort aus Niedersachsen und Hannover mit Kriminalhauptkommissarin Charlotte Lindholm
- 2013: Nachtzug nach Lissabon
- 2013: Tatort: Kaltstart aus Niedersachsen mit Kriminalhauptkommissar Thorsten Falke
- 2013: Snowden exklusiv – DAS INTERVIEW
- seit 2013 Der Quiz-Champion
- 2014: Der Rassist in uns
- 2014: Die Dienstagsfrauen – Sieben Tage ohne
- 2014: Mein Mann, ein Mörder
- 2014: HEIL – Der Film
- seit 2014: Tatort aus Kiel mit Kriminalhauptkommissar Klaus Borowski
- seit 2014: Der Usedom-Krimi
- seit 2015: Die Kanzlei
- 2015: Die Insassen
- 2015: Plötzlich Krieg – Ein Experiment
- 2015: Tatort: Spielverderber
- 2015: Tatort: Borowski und der stille Gast
- 2015: MTV Unplugged: Unter Dampf – Ohne Strom
- 2015: Die Stadt und die Macht
- 2015: Scorpions – forever and a day
- 2016: Familie Braun
- 2016: Tatort: Taxi nach Leipzig mit den Kriminalhauptkomissaren Charlotte Lindholm und Klaus Borowski
- 2016–2019: Magda macht das schon!
- 2017: Simpel
- 2017: Die Pfefferkörner und der Fluch des Schwarzen Königs
- 2017: Bad Banks I
- 2017: Das Leben danach
- 2018: Tanken
- 2018: Aenne Burda – die Wirtschaftswunderfrau
- 2018: Die Affäre Borgward
- 2019: Die Klempnerin
- 2019: Auckland Detectives
- seit 2020: Ein Tisch in der Provence
- seit 2020: Fritzie – Der Himmel muss warten
- 2020: Bad Banks II
- 2020: Berlin, Berlin – Der Film
- 2020: Unorthodox
- 2020: Lindenberg! Mach dein Ding
- 2020: Dutschke – Schüsse von rechts
- 2021: SS – Macht und Mythos
- 2021: Tod von Freunden
- 2021: Großstadtrevier | St. Pauli, 06:07 Uhr – Der Film
- 2021: Die Toten von Marnow I
- seit 2021: The Cleaner
- 2021: Ich bin dein Mensch
- 2021: 3½ Stunden
- 2022: Herzogpark
- seit 2022: Schule am Meer
- seit 2023: Miss Merkel – Ein Uckermark-Krimi
- seit 2023: WaPo Elbe
- 2023: Conti I
- 2023: Everyone is f*cking crazy
- 2023: Schlafende Hunde
- 2023: Die große Terra X-Show im ZDF
- 2023: Tatort: Borowski und das unschuldige Kind von Wacken
- 2023: Die Jägerin – Riskante Sicherheit
- 2023: Die Whistleblowerin
- 2023: Davos 1917
- 2023: The Cleaner – A Clean Christmas
- 2023: DALLI DALLI – Die Weihnachtsshow
- 2023: Neue Folgen Seelöwe & Co – Tierisch beliebt
- 2024: Stella. Ein Leben.
- 2024: TERRA XPLORE „BIST DU EINSAM?“
- 2024: Tatort: Was bleibt
- 2024: ZDFzeit-Doku DIE OTTO STORY – VOM VERSANDHAUS ZUM DEUTSCHEN AMAZON
- 2024: Die Notärztin
- 2024: ARTE-Doku RUSSLAND: VERBOTENE GESCHÄFTE – WIE DIE SANKTIONEN UMGANGEN WERDEN
- 2024: Tatort: Borowski und der Wiedergänger
- 2024: DER QUIZ-CHAMPION
- 2024: Lost in Fuseta – Spur der Schatten
- 2024: Dokumentation TABU TOD
- 2024: Mandat für Mai
- 2024: Doku GEHEIME UNTERWELTEN DER DDR – ATOMBUNKER UND SCHUTZRÄUME
- 2024: Die Flut – Tod am Deich
- 2024: ZDFzeit-Doku MENSCH PISTORIUS! ZWISCHEN KRIEG UND FRIEDEN
- 2024: Neuer Wind im Alten Land